# Vespertine
Vespertine (англ. Вечерний) — четвёртый студийный альбом исландской певицы Бьорк, выпущенный 27 августа 2001 года в Великобритании лейблом One Little Indian Records и в Соединённых Штатах лейблом Elektra Entertainment. Работа над альбомом началась во время съёмок фильма «Танцующая в темноте», которые характеризовались конфликтом между ней и режиссёром Ларсом фон Триером. На Vespertine Бьорк стремилась передать интимное и домашнее чувство, отклоняясь от более дерзкого звучания её предыдущего студийного альбома Homogenic (1997 г.).
Музыкальный стиль альбома отразил недавно обнаруженный интерес Бьорк к минимальной и сложной электронной музыке таких продюсеров, как Opiate, Console и дуэт Matmos, которые все были привлечены для записи альбома. С ростом популярности Napster и цифровых загрузок музыки она также сочинила аранжировки с тонкими, «ледяными» звучащими инструментами, качество которых не пострадало бы при загрузке и воспроизведении на компьютере, включая арфу, челесту, клавикорд, струнные и изготовленные на заказ музыкальные шкатулки. Благодаря помощи от Matmos Бьорк создала «микробиоты» из различных банальных звуков, таких как перетасовка карт и треск льда. В лирическом плане альбом вращается вокруг тем секса и любви — иногда явно — вдохновленный её тогдашними новыми отношениями с Мэтью Барни; другие лирические источники включают поэзию Э.Э. Каммингса и пьеса британского драматурга Сары Кейн «Желание».
Vespertine достиг 19-го места в американском чарте Billboard 200 и 8-го места в чарте альбомов Великобритании. Он получил широкое признание критиков, причём похвалы были сосредоточены на его эротическом, интимном настроении и звуковых экспериментах. Альбом появился в списках нескольких изданий лучших альбомов конца десятилетия 2001 года и часто считался лучшим альбомом Бьорк на сегодняшний день. Он был сертифицирован как золотой в Канаде, Франции и Соединённом Королевстве. С Vespertine было выпущено три сингла: «Hidden Place», «Pagan Poetry» и «Cocoon». В 2001 году она пригласила Зину Паркинс, Matmos и хор женщин-инуитов отправиться в мировое турне в поддержку Vespertine, которое проходило в театрах и на небольших площадках, отдавая предпочтение акустике, а не количеству зрителей. Была выпущена книга «Björk» одновременно с альбомом, содержащая фотографии певицы на протяжении всей её карьеры.

## Предыстория и создание
Бьорк выпустила свой предыдущий студийный альбом Homogenic в 1997 году. Стиль альбома отличался от двух её предыдущих релизов, которые она описала как «очень эмоционально конфронтационные и […] очень драматичные». Она также описала «All Is Full of Love» — заключительная композиция Homogenic — как первую песню на Vespertine, поскольку она противостояла остальной части альбома «агрессивной, мужественной» эстетике. В 2000 году она снялась в фильме Ларса фон Триера «Танцующая в темноте» и сочинила саундтрек к нему Selmasongs. Съёмочный процесс был полон конфликтов. Фон Триер считает, что проблема была двоякой: они оба привыкли быть «диктаторами» над своими продуктами, и Бьорк не могла отделить себя от своего персонажа во время игры. Бьорк писала следующее: «он должен уничтожить [своих главных героинь] во время съёмок» и заявила, что она никогда не снимется в ещё одном фильме. Её выступление получило высокую оценку: фильм был удостоен Золотой пальмовой ветви на Каннском кинофестивале, а она получила награду за лучшую женскую роль. 25 марта 2001 года Бьорк присутствовала на 73—й церемонии вручения премии «Оскар» — поскольку песня с саундтрека «I’ve Seen It All» была номинирована на лучшую песню к фильму — в платье лебедя, разработанном Марьяном Пейоски, которое вызвало ажиотаж в СМИ и подверглось широкой критике.
Пока она работала над фильмом, она также начала продюсировать свой следующий альбом, писать новую музыку и объединяться с новыми сотрудниками. Она сказала, что «Selmasongs был дневной работой, а Vespertine был хобби». Самые ранние сессии проходили в Испании с программистом Джейком Дэвисом. Её новые отношения с художником Мэтью Барни и напряжённость во время съёмок «Танцующая в темноте» были названы двумя основными силами, которые сформировали то, что станет Vespertine. Поскольку процесс съёмок требовал, чтобы она была экстравертом, новая музыка, которую она создавала, стала тихой и спокойной, как способ отвлечься. Бьорк поручила Вальгейру Сигурдссону перевезти часть своего студийного оборудования из Исландии в Данию, где снимался фильм «Танцующая в темноте». Живя в Копенгагене, она также связалась с электронным музыкантом Томасом Кнаком (также известным под псевдонимом Opiate), после того как насладилась его альбомом 1999 года Objects for an Ideal Home. Музыкальный вкус Бьорк сместился с «лязга и грохота» и «грохочущего техно», которые характеризовали Homogenic, когда она устала от «биг-бита».
После Бьорк приступила к созданию пластинки с домашним настроением, включающей «повседневные настроения и повседневные шумы, преобразующиеся в мелодии и ритмы», отсюда и её рабочее название Domestika (англ. домоработница). Мариус де Врис рассказал для «Sound on Sound», что проект был продиктован «преобладающей эстетикой домашнего уюта и комфорта», которая «была связана с тем, что Бьорк хотела записать альбом как реакцию на странствия и боль, которые она испытала, создавая „Танцующая в темноте“, и как много это отняло у неё, чтобы сделать запись о месте, куда вы возвращаетесь после того, как долго бродили». Она начала использовать свой лэптоп для написания музыки, и Vespertine ретроспективно упоминается как «её альбом для лэптопа». Для аранжировок струнных и музыкальных шкатулок она использовала программное обеспечение нотный редактор Sibelius. В Исландии программисты Джейк Дэвис и Мариус де Фриз присоединились к Бьорк для записи, записав ещё несколько композиций в дополнение к девяти уже сведённым. Затем она «разбила лагерь […] летом» в City loft в Нью-Йорке и начала работать с арфисткой Зиной Паркинс. Бо́льшая часть Vespertine была «составлена, создана и отредактирована» в City loft, в так называемых «сессий Domestika». Некоторые композиции были записаны как овердаббинг «поверх рабского микширования» сессий в Испании. Поскольку она хотела писать свои собственные песни с помощью музыкальных шкатулок, Бьорк связалась с компанией по их производству, запросив прозрачные акриловые коробки, потому что она хотела, чтобы звук был «как можно более жёстким, как будто он был заморожен». Бьорк решила использовать инструменты, звучание которых не будет нарушено при загрузке с таких сайтов, как Napster. Она объяснила: 

Я использую микро-ритмы, много шепчущего вокала, который, на мой взгляд, звучит потрясающе, когда его загружают из-за секретности среды. Единственными акустическими инструментами, которые я бы использовала, были бы те, которые хорошо звучат после загрузки, то есть арфа, музыкальная шкатулка, челеста и клавикорд. Это отважные звуки. […] И строки […] оказались более панорамными текстурами на заднем плане. Всё дело в том, чтобы быть в маленьком домике, одному. […] Струнные были бы похожи на белые горы снаружи.
В Homogenic каждая композиция была построена вокруг громкого ритма, но в Vespertine Бьорк хотела создать «микрокосмос из тридцати или сорока взаимодействующих ударов». Чтобы сделать это, она записала шумы вокруг своего дома, чтобы сделать из них ритмы. Как только песни были почти закончены, Бьорк связалась с дуэтом Matmos, которых она считала «виртуозами» в этой области, и отправила им различные песни для работы. Среди прочего, они добавили ритмы, создаваемые шумом дробящегося льда и перетасовкой карт. В своём документальном фильме Minuscule Бьорк объяснила, что этот процесс состоял в том, чтобы «взять что-то очень крошечное и увеличить его до большого», намереваясь передать «ощущение, что вам рассказали секрет», которое также присутствует на микрофотографиях. Мариус де Фриз и Бьорк сделали бо́льшую часть звукового дизайна в Vespertine с помощью текстового синтезатора под названием Supercollider. Хотя он описал это как «ужасное и непроницаемое, как только вы впервые его получите», де Врис признал следующее: «есть что-то в вводе команд и прослушивании исходящих шумов, что сильно отличается от настройки ручек, и это действительно ведёт вас в неожиданных направлениях. Это способ нарушить нормальную связь между вами и звукообразующим оборудованием».
Отношения Бьорк с Барни повлияли на первую в плане текстов песен: они стали более интимными, подробными и откровенными, в отличие от её прошлых работ. Конкретный пример — песня «Cocoon», который является откровенно сексуальным. Возможная смена названия пластинки раскрывает её меняющуюся природу. Писатель и критик Марк Пытлик отмечает, что «там, где [Domestika] означала сосредоточение на извлечении магии из банальностей повседневной жизни, [Vespertine] […] предложил создание магии с помощью гораздо более мощных сил. В прекрасном стиле Бьорк намеревалась написать альбом о приготовлении сэндвичей. В итоге у неё получился альбом о занятиях сексом». Стилистическим предшественником было её стихотворение «Techno Prayer», опубликованное в журнале «Details» в июле 1996 года, которое позже будет использовано как часть текста песни «All Neon Like». В нём были представлены тематические идеи, такие как создание коконов и плетение нитей, которые она позже исследует на Vespertine.
«Heirloom» была существующим инструментальным треком под названием «Crabcraft» электронного музыканта Console с его альбома 1998 года Rocket in the Pocket. Бьорк связалась с Console в начале 2000 года, и они встретились в Лондоне; затем она поверх песни добавила свой вокал. «Undo» была написана во время двухнедельной сессии с Кнаком в январе того же года в Рейкьявике. Бьорк записала свой вокал поверх минималистской ритмической основы Кнака, а несколько месяцев спустя она добавила полный хор и струнную секцию. «Cocoon», также спродюсированный Кнаком, была одной из последних песен, написанных для альбома; его мелодия внезапно пришла Бьорк в голову, и она связалась с ним. Кнак воспользовался этим как шансом сделать более минималистичный трек, похожий на его собственные релизы. Его оригинальная обработка «Cocoon», сделанная с помощью Ensoniq ASR-10, оказалась относительно неповреждённой в окончательной версии. Бьорк также работала с Богданом Рачински над песней «Who Is It», но песня не соответствовала направлению записи и впоследствии была включена в альбом Medúlla.
В интервью для The Pitchfork Review в 2015 году Бьорк выразила разочарование по поводу отсутствия признания всей её работы над Vespertine и другими альбомами. Она сказала следующее: 

Я исполнила 80 % ритмов на Vespertine, и мне потребовалось три года, чтобы поработать над этим альбомом, потому что всё это были микробы — это было похоже на огромную вышивку. Matmos пришли за последние две недели и добавили перкуссию поверх песен, но они не исполнили ни одной из основных частей, и везде им приписывают, что они сделали весь альбом. Дрю Дэниел [из Matmos] — мой близкий друг, и в каждом интервью, которое он давал, он исправлял это. И они даже не слушают его. Это действительно странно.

## Композиция
Бьорк заявила, что хотела, чтобы альбом звучал как «современная камерная музыка», имея в виду времена, когда «самая идеальная музыкальная обстановка была дома, где люди играли друг для друга на арфах». Она утверждала, что с популярностью таких фестивалей, как Вудсток, ситуация стала «противоположной», и что с появлением Napster, интернета, цифровой загрузки музыки и DVD «мы прошли полный круг, и самая идеальная музыкальная ситуация сейчас […] вернулась домой». Она также считает, что Vespertine противоположен её предыдущему студийному альбому Homogenic, первая — замкнутая, тихая зимняя пластинка; вторая — громкая, драматичная летняя пластинка. Писатель и критик Марк Пытлик пишет: «её аппетит к громкому техно был, по крайней мере временно, подавлен стремлением к резким мелодиям и минималистичному производству». Хотя в целом альбом считается электронным, как и другие релизы Бьорк, критикам было трудно классифицировать Vespertine в рамках музыкального жанра. Альбом — и работа Бьорк в целом — считается арт-попом. В Orlando Weekly писали, что с альбомом Бьорк «[продвинул] свой модернистский арт-поп дальше в абстракцию». Музыкальные журналисты отметили экспериментальный характер записи. По словам Джозефа Хейла из Tiny Mix Tapes, музыка на Vespertine «наконец-то оправдала свой сомнительный лейбл „трип-хоп“» и описал его как комбинацию «психоделического техно, камерной, и хоральной музыки вместе в модальные конструкции, которые набухали и убывали, как эмоции (или как эффект от псилоцибина)». Эта музыка также была признана психоделической газетой The Dallas Morning News и американским критиком Джимом Дерогатисом. Дэвид Фрике из Rolling Stone писал: «Vespertine — самый близкий из всех поп-вокальных альбомов к роскошному дзену нового минималистского техно». Бьорк также описала альбом как «более электронную фолк-музыку», а Джейсон Киллингсворт из Paste назвал альбом «жемчужиной фолктроники». Музыка Vespertine также была классифицирована как эмбиент, и глитч-поп, с выступлением Бьорк, описанным как «арт-рок»-выступление певицы.
Стилистически Vespertine включает в себя элементы как академической, так и танцевальной музыки. Например, хоровая и струнная инструментовка и арфы наводит на мысль о музыке эпохи романтизма, в то время как «синтезированная звучание клавишных, эффекты фильтрации и сложные ударные звуки» являются элементами, характерными для танцевальной поп-музыки. По словам Николы Диббен: 

… то, как классические и танцевальные элементы расположены рядом друг с другом как часть одной и той же текстуры, опосредует отношения между ними: показано, что духовное и чувственное совместимы, возможно, даже предполагая, что чувственное духовно, и что оно может способствовать трансценденции и, следовательно, предоставить доступ к утопическому миру.
Vespertine также характеризуется «одержимостью звуковыми следами аналоговой технологии, то есть повсеместным использованием звуковых петель, статического и белого шума — несмотря на очевидную цифровую ориентацию электроники XXI века». В отличие от предыдущих альбомов, таких как Debut и Post, «электронные звуки являются нормой, а акустические звуки становятся междометиями». Голос Бьорк используется в качестве дополнения к «сложным электронным текстурам». Её вокал часто кажется записанным близко к микрофону и с небольшой обработкой, и поётся иногда «неустойчивым шёпотом», передавая ощущение непосредственной близости и ограниченного пространства, подходящего для интимной лирики.

### Песни
Альбом открывается песней «Hidden Place», в которой есть секция сопрано и струнные, «поверх тёплой, интимной мелодии». Майкл Хаббард из musicOMH счёл, что композиция напоминает «Hunter» из Homogenic, но менее сосредоточен на ритмах. Журнал «NME» охарактеризовал жанр песни как прогрессивный фолк, в то время как в Drowned in Sound писали, что это электро. Бьорк поёт о том, «как два человека могут создать рай, просто объединившись», как она произносит: «I’m so close to tears/And so close to/Simply calling you up/And simply suggesting/We go to that hidden place». «Cocoon» «основан на исследовательской басовой линии и ритмах, которые звучат как прикосновение пальцев к коже». Обсуждая природу глитча в композиции, Бьорк сказал: «когда вы берёте технологию и используете области, где она ломается, где она неисправна, вы входите в таинственную зону, где вы не можете её контролировать». Лирически вращаясь вокруг занятий сексом, песня чередуется между метафорами типа «Who would have known/That a boy like him/Would have entered me lightly/Restoring my blisses», и явные строки, такие как «He slides inside/Half awake, half asleep» и «Gorgeousness/He’s still inside me». По словам Майкла Крэгга из The Guardian, песня «лучше всего отражает ощущение альбома с тяжёлыми ве́ками, посткоитальной спячки». Бьорк поёт в песне хриплым, «шепчущим, почти надтреснутым фальцетом».
Песня «It’s Not Up to You» была описана как «головокружительная баллада» и песня, которая поднимает альбом вверх. Майкл Паолетта из Billboard описал песню как «меланхолическая». Тексты в ней посвящены «любви к неизвестным устройствам, кульминацией которых являются „идеальные дни“» и «мольбам найти красоту в неожиданных местах». «Ласкающая лирика» в «Undo» уверяет, что: «It’s not meant to be a strife/It’s not meant to be a struggle uphill». Биограф Марк Пытлик пишет: «„Undo“ — это протянутая рука, обнадеживающее напоминание о том, что всё может случиться, как только вы это позволите. Если вам больно, отмените это, предлагает Бьорк, без намека на неискренность в её голосе, над поднимающимися струнами и растущим хором». «Pagan Poetry» — это песня «с брызгами арфы», посвящённая неразделенной любви. Композиция строится медленно, «с Бьорк, стенающей над набухающими клавишными крещендо», пока на четырёхминутной отметке «вся музыка не стихает, оставляя Бьорк совершенно обнажённой», когда она поет «I love him, I love him/I love him, I love him/I love him, I love him». В песне также присутствует «флотилия музыкальных шкатулок с оттенком азиатской чайной». Инструментальная интерлюдия «Frosti» была описана как «металлическая тундра». Его звук исходит из музыкальной шкатулки, создавая интимный, сказочный эффект.
«Frosti» переходит в «Aurora», в то время как слышен «тёплый, слегка хрустящий звук». Это семплы звука ходьбы по снегу — работа Matmos —, повторно присвоенная как «слегка изменяющийся ритм песни». «Aurora» была описана как «нечто, что привлекает детское воображение» и обладает «волшебным и воздушным качеством». В тексте песни она обращается к богине природы и поёт о «буквальном растворении в удовольствии», когда она «молится о том, чтобы стать единым целым с чистым цветом северного сияния». Одна из самых задумчивых композиций Бьорк, «An Echo, a Stain», подкреплена ползучей хоральной линией и грызущими щелчками, а также содержит «неразрешённое, зловещее напряжение», что нетипично для её стиля письма. Бо́льшая часть текста песни напрямую связана с определёнными моментами в пьесе Сары Кейн 1998 года «Желание», её мрачные моменты, настолько, что она называлась «Crave» (с англ. — «Желание») до последней минуты. «Sun in My Mouth» — это адаптация стихотворения E.E. Каммингса «I will wade out/Till my thighs are steeped in burning flowers», с акцентом на вокал и аккомпанемент, обеспечиваемый струнным оркестром, арфой и мягкой электроникой. Текст песни был сочтён «поразительным намеком на мастурбацию», расположенным «в фантастических образах горящих цветов, морских девушек, тьмы и солнца». Эта композиция и альбом в целом, есть «громкое послание сексуального освобождения», которое усиливает «сопротивление Бьорк социально сконструированным категориям пола», что породило анализ, связывающий его с эссе Донны Харауэй 1983 года «Манифест киборга».
«Heirloom» меняется «между тем, что звучит как предустановленная самба на старинном органе Вурлитцера, и стремительными брейкбитами, и украшена инвертированными синтезаторами и аналоговыми клавишными». Текст песни рассказывает «нечёткую историю» о повторяющемся сне, в то время как «[уподобляя] искусство пения глотанию и выдыханию „светящихся огней“», как поёт Бьорк: «During the night/They do a trapeze walk/Until they’re in the sky/Right above my bed». Режиссёр Хармони Корин написала текст песни «Harm of Will». В обзоре на альбом журнал Slate отметил минималистский характер трека, указав на отсутствие хука, ритма и мелодии. Это медленная песня, как и заключительный трек «Unison». Последний «[содержит] рефрен, непосредственно вдохновлённый опытом [Бьорк] в „Танцующей в темноте“, и здоровую порцию скромного юмора, призванного уравновесить баланс». Он «объединяет ритмы и струны в финальном крещендо, которому также удаётся включить немного джангл-музыки».

## Образ

### Музыкальные видеоклипы
Как только альбом был закончен, Бьорк написала манифест, описывающий очень замкнутого вымышленного персонажа, «персонажа, который сделал Vespertine», и отправила его M/M (Paris), Нику Найту и Эйко Исиоке. Они сняли музыкальные клипы для песен «Hidden Place», «Pagan Poetry» и «Cocoon» соответственно. Это был режиссёрский дебют тройки. Бьорк сказала следующее: 

Vespertine — это альбом, созданный персонажем, который очень замкнут (sic). И речь идёт о вселенной внутри каждого человека. На этот раз я хотел убедиться, что пейзаж в песнях не похож на гору, город или что-то снаружи, это внутри, поэтому он очень имманентный. Так что я думаю, что все три видео таковые. […] Вроде того, как вы общаетесь с миром очень интимным, личным способом.
Музыкальное видео на песню «Hidden Place» было снято режиссёрами Инес ван Ламсвирде и Винодом Матадином, а также сорежиссёром M/M (Paris). Он был снят в Лондоне в течение четырёх дней в феврале 2001 года. Первоначально планировалось, что это будет песня из саундтрека Selmasongs, но Бьорк посчитала, что проект больше подходит для Vespertine. Видео состоит из снимков крупным планом, охватывающих лицо Бьорк, когда жидкости входят и выходят из её лицевых отверстий. M/M (Paris) объяснил концепцию видео: 

Мы всегда хотели сблизиться с ней как насколько это возможно, так как все мы чувствовали, что её никогда не изображали «настоящей» и красивой женщиной, какой она является. Это какое-то табу — наблюдать за поп-звездой без макияжа с расстояния в полдюйма. Тогда идея жидкости работает как визуализация всех возможных эмоций, пульсирующих и циркулирующих в её очень занятом мозгу. Идея цикла также была главной для нас, пытаясь продлить обычные временные рамки сверхбыстрого редактирования поп-видео, сделать его гипнотизирующим, завораживающим и раздражающим, как вечно горящий камин.
Ник Найт, который ранее делал обложку для Homogenic, снял музыкальное видео для «Pagan Poetry». В видео повествуется о женщине, готовящейся к браку и к своему возлюбленному, когда она пришивает свадебное платье к своей коже. Поскольку Бьорк попросила его снять видео о её личной жизни, Найт дал ей видеокамеру и попросил её снять свои собственные интимные сцены. Снимки прокалываемой кожи также были записаны с помощью этой камеры; людьми, которым сделали пирсинг, были пять женщин, которые «увлекались субкультурой и пирсингом», и сама Бьорк, которая проколола только ухо. Эти первые две трети видео содержат большое количество постпродакшна Питера Марина, который придал изображению абстрактный эффект акварели. Снимки Бьорк в свадебном платье топлесс от Александра Маккуина были сняты в формате super 35. Основная идея музыкального видео заключалась в следующем: «сделать что-то с движущимся изображением, которое было бы зеркалом того, что происходило в музыкальном плане». Несмотря на то, что музыкальное видео было хорошо воспринято критиками, оно было весьма спорным и было запрещено на MTV в 2001 году.
Музыкальное видео на песню «Cocoon» было снято режиссёром Эйко Исиокой в апреле 2001 года в Нью-Йорке. Одно из самых авангардных музыкальных видео Бьорк, оно: «играет с минималистичным белым цветом как для костюма, так и для обесцвеченных бровей, рассматривая Бьорк как гейшу, чей макияж распространяется на всё её обнажённое тело». Красные нити выходят из её сосков и циркулируют между грудями и носом, наконец окутывая её коконом. Бьорк на самом деле была одета в очень облегающий костюм. Хотя и не столь спорный, как музыкальное видео «Pagan Poetry», он всё ещё был запрещён на MTV. Три музыкальных клипа были включены в DVD-диски Volumen Plus (2002 г.) и Greatest Hits — Volumen 1993—2003 (2002 г.).

### Художественное оформление
Неземное оформление альбома отражает его «деликатность и интровертную романтику». Обложка, снятая Инес ван Ламсвирде и Винодом Матадином в Лос-Анджелесе, Калифорния, представляет собой чёрно-белую фотографию Бьорк, лежащей на узорчатой земле рядом с бассейном, прикрывающей глаза от солнца и одетой в лебединое платье Марьян Пейоски, которое вызвало ажиотаж на 73-й церемонии вручения премии «Оскар». Дуэт M/M (Paris), известный применением и интеграцией своих работ на фотографиях (так называемый dessin dans l’image, или «рисунки на картинке»),  проиллюстрировал обложку, с изображением лебедя и названием альбома с перьями. Бьорк считала, что лебеди воплощают музыку Vespertine, описывая их как «белых, спортивных зимних птиц» и «очень романтичных». Vespertine пришёл с буклетом художественных работ M/M (Paris).
Майкл Хаббард из musicOMH положительно отозвался об этом, написав: «корешок диска полностью белый, в то время как остальная часть обложки украшена инновационными фотографиями и иллюстрациями, подготавливающими слушателя ещё до того, как он услышит альбом, к чему-то совершенно особенному». Джейсон Киллингсворт из Paste писал: «когда я вижу лебедя, мой взгляд скользит мимо его клюва к этим мягким белым перьям, напоминая мягкость и тепло пухового одеяла. Перья такие белые, что напоминают чистоту свежевыпавшего снега, покрывающего землю снаружи, пока вы потягиваете кофе у огня, обхватив обеими руками тёплую керамическую отделку кружки».
Академик Никола Диббен сравнила художественные работы и промоушен Vespertine с изображениями греческого мифа о Леде и Лебеде, подчеркнув эротический подтекст обоих. Она заявила: 

Обложка Vespertine […] исследует тему личной идентичности с помощью визуальных средств: поэтому Бьорк изображена в чёрно-белом цвете, с затенёнными глазами, слегка приоткрытыми губами в безошибочно эротической позе. Однако впервые в этом контексте она не смотрит прямо в глаза зрителю. Вместо этого наложенное изображение лебедя создает защитный экран между Бьорк и зрителем. И эта фотография, и последующие появления Бьорк на рекламных мероприятиях в костюме лебедя метонимически напоминают не только мифическую фигуру Леды, но, в частности, знакомую легенду, в которой она меняет своего мужа, спартанского короля Тиндарея, на Бога Зевса, когда он приближается к ней в переодетом виде. Как и в других визуальных представлениях этого мифа, вплетённые тела Леды и лебедя позволяют представить эротическую близость, которая оказалась бы неприемлемой, если бы была реализована более буквальным образом.

## Коммерческий успех
К сентябрю 2001 года альбом занял 19-е место в Billboard 200 и первое место в чарте Top Electronic Albums, а руководитель One Little Indian Дерек Биркет заявил, что альбом был продан тиражом более 1,2 миллиона копий только в Европе. В том же месяце альбом также занял первое место в чартах альбомов Исландии, Швеции, Дании, Франции, Норвегии и в чарте European Top 100 Albums. Кроме того, Vespertine вошел в топ-10 Канады, Италии, Германии, Японии, Соединённого Королевства, Финляндии, Бельгии, Швейцарии, Швеции, Австрии и Австралии. Альбом получил золотой статус в Канаде, Франции, Швейцарии и Соединённом Королевстве.
Ведущий сингл «Hidden Place» достиг верхней строчки чартов синглов в Испании, также войдя в топ-40 в Соединённом Королевстве, Канаде, Италии, Дании, Норвегии, Финляндии, Бельгии и Франции. После выпуска альбома песня «Pagan Poetry» также хорошо была воспринята в Испании, войдя во французский чарт под номером 49 и британский чарт под номером 38. «Cocoon» показал более плохие результаты, заняв 61-е место во Франции и 35-е место в Соединённом Королевстве.

## Отзывы критиков
| Совокупная оценка             | Совокупная оценка |
| Источник                      | Оценка            |
| ----------------------------- | ----------------- |
| Metacritic                    | 88/100            |
| Оценки критиков               |                   |
| Источник                      | Оценка            |
| AllMusic                      | [ 28 ]            |
| Entertainment Weekly          | B+                |
| The Guardian                  | [ 98 ]            |
| Los Angeles Times             | [ 99 ]            |
| NME                           | 8/10              |
| Pitchfork                     | 7.2/10            |
| Q                             | [ 101 ]           |
| Rolling Stone                 | [ 33 ]            |
| The Rolling Stone Album Guide | [ 102 ]           |
| The Village Voice             | A−                |

После выпуска Vespertine получил всеобщее признание музыкальных критиков. На сайте Metacritic, который присваивает нормализованный рейтинг из 100 рецензиям основных критиков, альбом получил средний балл 88, основанный на 28 рецензиях. Хизер Фарес из AllMusic назвала его «альбомом, воспевающим мир и покой», хваля его за то, что он доказал, что «близость может быть такой же неотразимой, как и более громкие эмоции». Энтони Кэрью из About.com дал альбому наивысшую оценку и сказал, что это «вполне возможно, лучший альбом нулевых». Он считал, что альбом отражает «цифровую эпоху [которая] только что наступила в сфере записанной музыки» в начале 2000-х, отметив, что это «не просто продукт этого дивного нового не-мира, но полностью информированный этим». Кит Фиппс из The A.V. Club прокомментировал альбом как: «одновременно вневременной и актуальный, авангардное исследование классических тем в электронной поп-музыке». Дэвид Фрике из Rolling Stone считает, что Vespertine — это «звучание и чувства женщины, ликующей от силы и возможностей своего дара, той, которая наконец поняла, как расти, не старея». В более позднем обзоре для The New Rolling Stone Album Guide Дуглас Уолк описал альбом как «банкет в зале личной эротики Бьорк» и заявил что «это не материал радиохитов, но музыка потрясающая».
Восторженный отзыв писали в The Wire, в котором говорилось следующее: «В конце концов, Vespertine совершает своё волшебство, осмеливаясь идти в места более очевидные и более человечные, чем можно было когда-либо ожидать». Назвав его «одним из самых впечатляющих и сплочённых» альбомов года, в Tiny Mix Tapes сочли, что Vespertine наиболее эффективно использует студию Бьорк в качестве инструмента. Саймон Рейнольдс похвалил его в Uncut, сказав [Это было] «её лучшее, это напоминает мне о Стране чудес Джека Фроста в стиле Cocteau Twins примерно в песне „In the Gold Dust Rush“, о украшенной драгоценными камнями холодности Siouxsie and the Banshees около A Kiss in the Dreamhouse. Сверкающий звук соответствует идее альбома о внутреннем богатстве, сокровище, которое люди прячут внутри». Кэти Уиддер, рецензент PopMatters, считала альбом шедевром, заявив, что он бросил вызов преобладающим теориям рок-музыки и гендера, в частности заявлению, сделанному Саймоном Рейнольдсом и Джой Пресс в нашумевшей книге «Сексуальные восстания: гендер, восстание и рок-н-ролл»: «женщины захватили рок-н-ролл и узурпировали его в своих собственных выразительных целях, но нам ещё предстоит увидеть радикальную феминизацию самого рока». Крис Смит из журнала Stylus похвалил альбом за его нюансы и деликатность, описав его звуковую палитру как «глоток свежего воздуха». Отметив, что Vespertine показала более зрелую сторону себя, Майкл Хаббард из musicOMH написал, что «похоже, Бьорк выросла […]; хотя это было бы жаль, это также увлекательно для всех, кто любит её музыку. Она — легенда своего времени».
Майкл Паолетта из Billboard похвалил Vespertine за его «позитивную [интроверсию]», чувствуя, что некоторые треки «обладают силой вызывать слёзы (радости и боли) на глазах». В журнале Q также похвалил альбом, заявив, что он «спокойно доказывает, что передовое производство и человеческий контакт не являются взаимоисключающими». Американскому музыкальному журналисту Роберту Кристгау понравилась центральная тема альбома — секс, и он написал следующее: «когда она начинает петь сопрано на твоей заднице, ты можешь обвинить её в духовности». Более тёплый отзыв был от Райана Шрайбера из Pitchfork, который посчитал, что: «несмотря на бесспорную красоту, Vespertine не даёт электронной музыке того толчка вперёд, который она получила на предыдущих альбомах Бьорк». Однако позже Pitchfork назвал Vespertine 92-м лучшим альбомом 2000-х годов. Дэвид Браун из Entertainment Weekly сказал, что «её тексты иногда погружаются в глубокий конец» и «её голос временами жёсткий», хотя он также написал: «когда всё это объединяется, […] Бьорк и её коллеги по электронике создают движущиеся межпланетные хоралы». В Almost Cool писали: «если есть один вопрос, который нужно поднять с альбомом, дело в том, что всё это просто настолько пышно и красиво, что на некоторых уровнях это не возбуждает». Различные обзоры назвали лучший альбом Vespertine Бьорк на сегодняшний день, включая A.V. Club, Rolling Stone, About.com, и PopMatters.

## Список композиций
| №   | Название                                     | Текст песни           | Музыка                | Продюсер               | Длительность |
| --- | -------------------------------------------- | --------------------- | --------------------- | ---------------------- | ------------ |
| 1.  | «Hidden Place»                               | Björk                 | Björk                 | Björk                  | 5:29         |
| 2.  | «Cocoon»                                     | Björk                 | Björk, Thomas Knak    | Björk, Thomas Knak     | 4:27         |
| 3.  | «It's Not Up to You»                         | Björk                 | Björk                 | Björk                  | 5:09         |
| 4.  | «Undo»                                       | Björk                 | Björk, Thomas Knak    | Björk                  | 5:38         |
| 5.  | «Pagan Poetry»                               | Björk                 | Björk                 | Björk                  | 5:14         |
| 6.  | «Frosti»                                     |                       | Björk                 | Björk                  | 1:59         |
| 7.  | «Aurora»                                     | Björk                 | Björk                 | Björk                  | 4:39         |
| 8.  | «An Echo, a Stain»                           | Björk                 | Björk, Guy Sigsworth  | Björk                  | 4:04         |
| 9.  | «Sun in My Mouth»                            | E.E. Cummings         | Björk, Guy Sigsworth  | Björk                  | 2:40         |
| 10. | «Heirloom»                                   | Björk                 | Björk, Martin Console | Björk, Martin Console  | 5:12         |
| 11. | «Harm of Will»                               | Björk, Harmony Korine | Björk, Guy Sigsworth  | Björk                  | 4:37         |
| 12. | «Unison»                                     | Björk                 | Björk                 | Björk                  | 6:48         |
| 13. | «Generous Palmstroke» (Japanese bonus track) | Björk                 | Björk, Zeena Parkins  | Björk, Marius de Vries | 4:24         |

## Позиции в чартах
| Чарт (2001 г.)                               | Позиция в чартк |
| -------------------------------------------- | --------------- |
| Австралия (ARIA)                             | 9               |
| Австрия (Ö3 Austria)                         | 5               |
| Бельгия/Фландрия (Ultratop)                  | 10              |
| Бельгия/Валлония (Ultratop)                  | 2               |
| Канада (Canadian Albums Chart)               | 2               |
| Czech Albums (ČNS IFPI)                      | 11              |
| Дания (Hitlisten)                            | 1               |
| Нидерланды (Album Top 100)                   | 20              |
| European Albums (Music & Media)              | 1               |
| Финляндия (Suomen virallinen lista)          | 3               |
| Франция (SNEP)                               | 1               |
| Германия (Offizielle Top 100)                | 3               |
| Венгрия (MAHASZ)                             | 38              |
| Icelandic Albums (Tónlist)                   | 1               |
| Ирландия (IRMA)                              | 26              |
| Италия (Classifica album)                    | 2               |
| Japanese Albums (Oricon)                     | 6               |
| Новая Зеландия (RMNZ)                        | 32              |
| Норвегия (VG-lista)                          | 1               |
| Польша (ZPAV)                                | 11              |
| Portuguese Albums (AFP)                      | 5               |
| Шотландия (Scottish Albums Chart)            | 16              |
| Spanish Albums (AFYVE)                       | 2               |
| Швеция (Sverigetopplistan)                   | 7               |
| Швейцария (Schweizer Hitparade)              | 3               |
| Великобритания (UK Albums Chart)             | 8               |
| Великобритания (UK Independent Albums Chart) | 2               |
| США (Billboard 200)                          | 19              |
| США (Billboard Dance/Electronic Albums)      | 1               |

| Чарт (2001 г.)                             | Позиция в чарте |
| ------------------------------------------ | --------------- |
| Danish Albums (Hitlisten)                  | 90              |
| European Albums (Music & Media)            | 55              |
| French Albums (SNEP)                       | 49              |
| US Top Dance/Electronic Albums (Billboard) | 4               |

## Сертификации и продажи
| Регион | Сертификация | Продажи  |
| --- | ------------ | -------- |
| Канада (Music Canada) | Золотой      | 50 000^  |
| Франция (SNEP) | Золотой      | 100 000* |
| Япония (RIAJ) | Золотой      | 124,550  |
| Испания (PROMUSICAE) | Золотой      | 50 000^  |
| Швейцария (IFPI Switzerland)                                                                                             | Золотой      | 20 000^  |
| Великобритания (BPI) | Золотой      | 100 000^ |
| США | —            | 402,000  |
| * Данные о продажах приведены только на основе сертификации. ^ Данные о тиражах приведены только на основе сертификации. |              |          |

## Комментарии
1. ↑  Vespertine официально считается её четвёртым сольным альбомом[1][2]. Но если принять во внимание её ювенилийский одноимённый релиз 1977 года, то это её пятый сольный студийный альбом[3]. Альбом также можно считать шестым, добавив в список Gling-Gló, сотрудничество 1990 года с трио Гудмундаром Ингольфссонаром[4].
2. ↑  Ссылаясь на интервью с «NME» в 2001 году, во время которого Бьорк сказала: «это […] музыка для дома. Банально создавать саундтрек для приготовления бутерброда, но мне это очень нравится»[9].